# Juan Brunetta
Ne doit pas être confondu avec Juan Guillermo Brunetta.
Juan Brunetta, né le 12 mai 1997 à Laboulaye, est un footballeur argentin  qui évolue au poste d'attaquant au Tigres UANL.

## Biographie

### En club

#### Parcours en Argentine
Passé par Boca Juniors puis l'Estudiantes, il rejoint ensuite l'Arsenal de Sarandi, où il fait ses débuts professionnels en 2016.
Passé ensuite par Belgrano où il évolue pendant deux saisons de championnat argentin, il arrive ensuite au Godoy Cruz, où ses buts attirent les regards de diverses équipes européennes,.

#### Parme
Le 4 octobre 2020, il est ainsi prêté avec obligation d'achat par Parme. 
Il fait ses débuts avec les ducali le 7 novembre, à l'occasion d'un match nul 0-0 contre la Fiorentina. Il marque ensuite ses premiers buts sous ses nouvelles couleurs le 25 novembre, étant l'auteur d'un doublé en Coupe d'Italie contre Cosenza,.

### En sélection
Né et ayant grandi en Argentine, Brunetta possède aussi la nationalité italienne. C'est toutefois bien pour la sélection argentine qu'il opte, en rejoignant l'équipe olympique argentine lors du tournoi de qualification pour les Jeux olympiques 2020.

## Style de jeu
Milieu offensif, Brunetta est également capable de jouer au poste milieu central ou ailier, des deux côtés de l'attaque.
Surnommé El Pianista car il joue du piano depuis son plus jeune âge, il a une bonne technique, de la vitesse et une capacité de dribble notable. Doué d'une bonne vision du jeu, il est plus habile dans le jeu long que court et se démarque également par ses frappes puissante en direction du but. Il se démarque également dans les phases défensives, avec son habileté au pressing. Il s'inspire notamment de Juan Román Riquelme, célèbre meneur de jeu argentin, comme modèle absolu.